# Open Data-Link Interface
Open Data-Link Interface (ODI) とは、ノベルとApple Computerが開発した、ネットワークカードのAPIである。マイクロソフトとスリーコムのNetwork Driver Interface Specification (NDIS) に相当する。当初、ODI は NetWare と Macintosh 向けに作られた。 NDIS と同様、ODI はプロトコルスタックとネットワークカードの間のベンダー中立なインタフェースを確立する規則を提供する。OSI参照モデルでは、第2層であるデータリンク層に相当する。また、1種類のカード（ドライバ）に対して複数のプロトコルスタックを対応させることも可能である（逆も同様に可能）。